# Weihnachtsmarkt

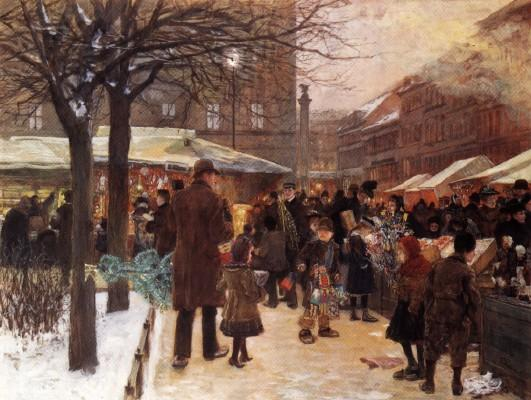
Weihnachtsmarkt in Berlin, Franz Skarbina, 1882

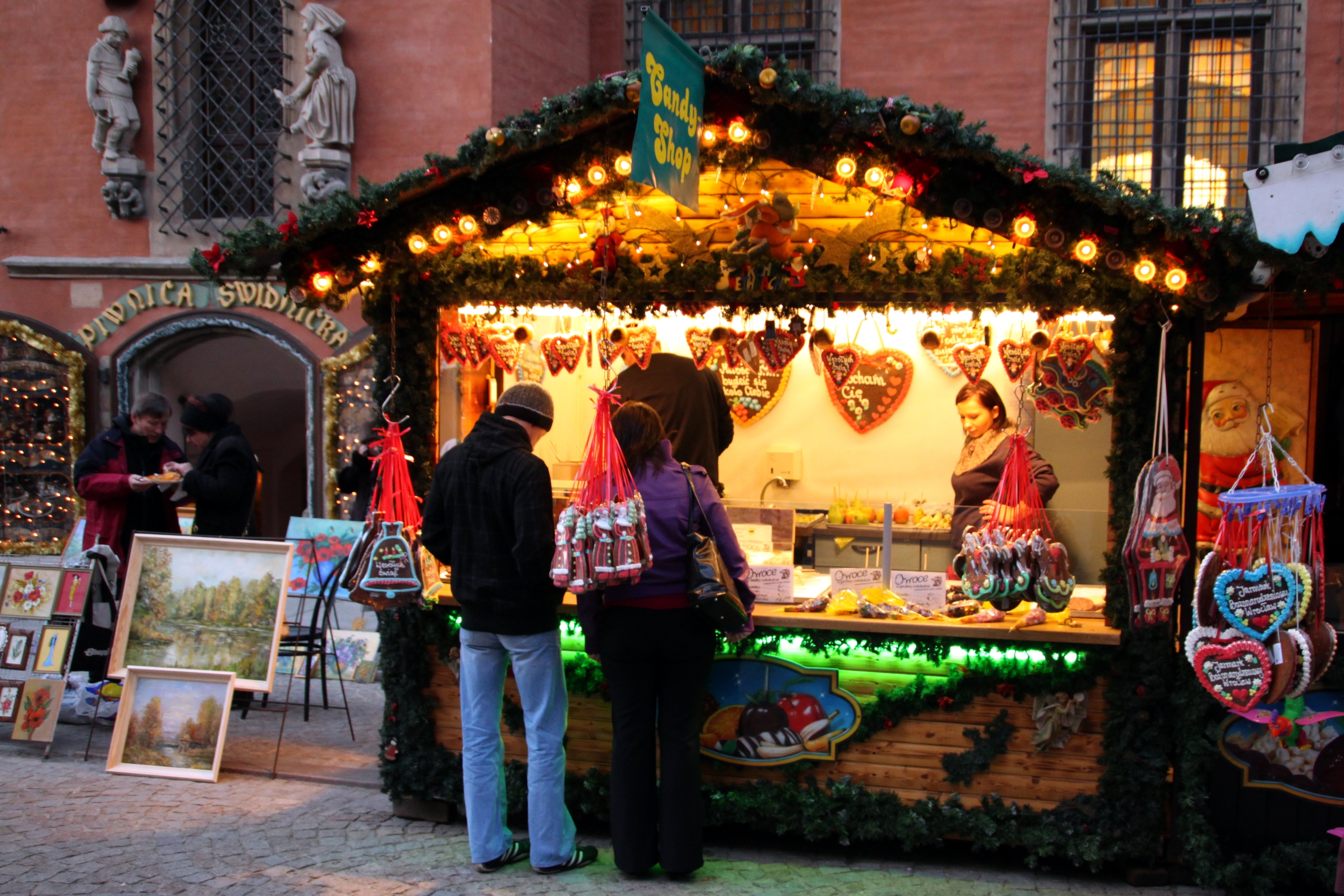
Jarmark bożonarodzeniowy na rynku we Wrocławiu

Weihnachtsmarkt (Christkindlesmarkt, Christkindlemarkt, Christkindlmarkt, Adventmarkt, Glühweinmarkt, pol. „jarmark bożonarodzeniowy”) – tradycyjny jarmark bożonarodzeniowy, odbywający się w plenerze w wielu miastach Niemiec, Austrii, Szwajcarii. Historia pierwszych jarmarków bożonarodzeniowych sięga w Niemczech końca XIV, a w Austrii końca XIII wieku.
Typowy Weihnachtsmarkt odbywa się na ulicach lub placach starszych części miast. Znajdują się na nim stragany oferujące ozdoby świąteczne, lokalne specjały kulinarne, wyroby rękodzielnicze itp. Jarmarkom towarzyszą różnego rodzaju występy artystyczne, jak np. jasełka, koncerty charytatywne, prezentacje szopek bożonarodzeniowych itp., czasem także lunaparki i inne atrakcje rozrywkowe.
Jarmarki przyciągają co roku miliony turystów. Jednym z najważniejszych jest Weihnachtsmarkt w Kolonii. 
Podobne jarmarki odbywają się współcześnie też w innych krajach, m.in. w Polsce, np. w Krakowie, Gdańsku i Wrocławiu.

## Wybrane jarmarki
- Niemcy: Norymberga od 1628, jeden z najbardziej znanych na świecie (Nürnberger Christkindlesmarkt), Augsburg (Augsburger Christkindlesmarkt) od 1498 r., Berlin od 1529 r., Frankfurt (Frankfurter Weihnachtsmarkt) od 1393 r., Kolonia, Stuttgart (Stuttgarter Weihnachtsmarkt) od 1692 r.
- Austria: Wiedeń od 1294 r. Innsbruck, Salzburg
- Szwajcaria: Einsiedeln, Bremgarten